# Saint-Clair, Tarn-et-Garonne
Saint-Clair là một làng và xã ở tỉnh Tarn-et-Garonne trong vùng Tarn-et-Garonne, Pháp.